# AFC Champions League 2015
Die AFC Champions League 2015 war die 13. Spielzeit des wichtigsten asiatischen Wettbewerbs für Vereinsmannschaften im Fußball unter dieser Bezeichnung und die 34. insgesamt. Am Wettbewerb nahmen 49 Klubs aus 21 Landesverbänden teil. Die Saison begann mit der ersten Qualifikationsrunde am 4. Februar und wurde mit dem Rückspiel des Finales am 21. November 2015 beendet.
Der chinesische Verein Guangzhou Evergrande gewann den Wettbewerb zum zweiten Mal nach 2013 durch ein 0:0 im Hinspiel und ein 1:0 im Rückspiel gegen al-Ahli Dubai aus den Vereinigten Arabischen Emiraten und qualifizierte sich damit als Repräsentant der AFC für die FIFA-Klub-Weltmeisterschaft 2015 in Japan. Titelverteidiger Western Sydney Wanderers war bereits in der Gruppenphase ausgeschieden.
Torschützenkönig wurde der Brasilianer Ricardo Goulart von Guangzhou Evergrande mit acht Toren. Er wurde außerdem zum besten Spieler des Wettbewerbs ernannt.

## Qualifizierte Länder
Die Anzahl der Startplätze in den einzelnen Qualifikationsrunden und der Gruppenphase ermittelten sich aus der AFC-Vierjahreswertung 2014, die sich aus den Ergebnissen des jeweiligen Fußballverbandes bei AFC-Wettbewerben während der letzten vier Jahre zusammensetzte. Die Vereine wurden dabei zu 70 Prozent und die Nationalmannschaften zu 30 Prozent (maximal 100 Punkte) berücksichtigt.
- Zugelassen zur Champions League waren die nach der Vierjahreswertung 2014 jeweils 12 besten Verbände aus der West- und Ostregion.
  - Zur Westregion gehörten die Verbände aus West-, Zentral- und Südasien, ausgenommen Indien und den Malediven.
  - Zur Ostregion gehörten die Verbände aus Südost- und Ostasien sowie Indien und den Malediven.
- In beiden Regionen gab es 12 direkte Startplätze in der Gruppenphase, die restlichen 8 (4 in jeder Region) wurden durch die Qualifikation entschieden.
- Die besten 6 Verbände aus beiden Regionen erhielten direkte Startplätze in der Gruppenphase, die restlichen mussten in die Qualifikation.
  - Platz 1 und 2 erhielten drei direkte Startplätze und einen Qualifikationsplatz.
  - Platz 3 und 4 erhielten zwei direkte Startplätze und zwei Qualifikationsplätze.
  - Platz 5 erhielt einen direkten Startplatz und zwei Qualifikationsplätze.
  - Platz 6 erhielt einen direkten Startplatz und einen Qualifikationsplatz.
  - Platz 7 bis 12 erhielten einen Qualifikationsplatz.
- Das Maximum an Startplätzen lag bei einem Drittel der Gesamtzahl der Vereine der ersten Liga (so erhielt Australien nur drei Plätze, da in der A-League nur neun australische Vereine spielten).

| Rang   | Rang  | Verbands- mitglied | Punkte | Startplätze    | Startplätze   | Startplätze   | Startplätze   | Startplätze   |               |
| Rang   | Rang  | Verbands- mitglied | Punkte | Gruppen- phase | Qualifikation | Qualifikation | Qualifikation | Qualifikation | Qualifikation |
| Region | Ges.  | Verbands- mitglied | Punkte | Gruppen- phase | Play-off      | Runde 2       | Runde 1       |               |               |
| ------ | ----- | ------------------ | ------ | -------------- | ------------- | ------------- | ------------- | ------------- | ------------- |
| 01     | 02    | Saudi-Arabien      | 88,268 | 3              | 1             | 0             | 0             |               |               |
| 02     | 03    | Iran               | 80,794 | 3              | 1             | 0             | 0             |               |               |
| 03     | 05    | Usbekistan         | 62,272 | 3              | 1             | 0             | 0             |               |               |
| 04     | 07    | Ver. Arab. Emirate | 57,792 | 2              | 2             | 0             | 0             |               |               |
| 05     | 09    | Katar              | 56,102 | 1              | 0             | 2             | 0             |               |               |
| 06     | 10    | Irak               | 47,106 | 0              | 0             | 0             | 0             |               |               |
| 07     | 11    | Kuwait             | 45,225 | 0              | 0             | 1             | 0             |               |               |
| 08     | 12    | Jordanien          | 44,309 | 0              | 0             | 1             | 0             |               |               |
| 09     | 14    | Oman               | 30,586 | 0              | 0             | 1             | 0             |               |               |
| 10     | 16    | Bahrain            | 25,547 | 0              | 0             | 1             | 0             |               |               |
| 11     | 17    | Libanon            | 25,488 | 0              | 0             | 0             | 0             |               |               |
| 12     | 19    | Syrien             | 22,883 | 0              | 0             | 0             | 0             |               |               |
| Total  | Total | Total              | Total  | 12             | 5             | 6             | 0             |               |               |
| Total  | Total | Total              | Total  | 12             | 11            |               |               |               |               |

| Rang   | Rang  | Verbands- mitglied | Punkte | Startplätze    | Startplätze   | Startplätze   | Startplätze   | Startplätze   |               |
| Rang   | Rang  | Verbands- mitglied | Punkte | Gruppen- phase | Qualifikation | Qualifikation | Qualifikation | Qualifikation | Qualifikation |
| Region | Ges.  | Verbands- mitglied | Punkte | Gruppen- phase | Play-off      | Runde 2       | Runde 1       |               |               |
| ------ | ----- | ------------------ | ------ | -------------- | ------------- | ------------- | ------------- | ------------- | ------------- |
| 01     | 01    | Südkorea           | 94,866 | 3              | 1             | 0             | 0             |               |               |
| 02     | 04    | Japan              | 77,107 | 3              | 1             | 0             | 0             |               |               |
| 03     | 06    | Australien         | 57,940 | 2              | 1             | 0             | 0             |               |               |
| 04     | 08    | China              | 57,660 | 2              | 1             | 1             | 0             |               |               |
| 05     | 13    | Thailand           | 33,049 | 1              | 0             | 2             | 0             |               |               |
| 06     | 15    | Vietnam            | 27,753 | 1              | 0             | 1             | 0             |               |               |
| 07     | 18    | Indonesien         | 25,004 | 0              | 0             | 1             | 0             |               |               |
| 08     | 20    | Hongkong           | 20,077 | 0              | 0             | 1             | 0             |               |               |
| 09     | 21    | Myanmar            | 18,282 | 0              | 0             | 0             | 1             |               |               |
| 10     | 22    | Malaysia           | 18,153 | 0              | 0             | 0             | 1             |               |               |
| 11     | 23    | Indien             | 16,756 | 0              | 0             | 0             | 1             |               |               |
| 12     | 24    | Singapur           | 16,097 | 0              | 0             | 0             | 1             |               |               |
| Total  | Total | Total              | Total  | 12             | 4             | 6             | 4             |               |               |
| Total  | Total | Total              | Total  | 12             | 14            |               |               |               |               |

Anmerkungen
1. 1 2 3  Der Irak (2 Qualifikationsplätze), Libanon und Syrien (jeweils einen Qualifikationsplatz) erhielten ursprünglich Plätze, dürfen allerdings nicht an der AFC Champions League 2015 teilnehmen, da keiner ihrer Vereine eine Lizenz erhielt.

## Qualifikation
Die Spielpaarungen in den drei Qualifikationsrunden wurden nach der AFC-Vierjahreswertung gesetzt, wobei Begegnungen zwischen Mannschaften desselben Landesverbandes ausgeschlossen waren. Die in der Wertung höher gesetzte Mannschaft hatte jeweils Heimrecht. Die unterlegenen Mannschaften aus den Verbänden, die nur jeweils ein Team in die Champions League entsenden durften, spielten in der Gruppenphase des AFC Cups weiter.
Bei einem Gleichstand wurde zunächst eine Verlängerung gespielt und dann gegebenenfalls ein Elfmeterschießen angewendet.

### Erste Qualifikationsrunde
Die Spiele fanden am 4. Februar 2015 statt.
| Yadanarbon FC         | 1:1 n. V. (5:6 i. E.) | Warriors FC  |
| Johor Darul Ta’zim FC | 2:1 n. V.             | Bengaluru FC |

### Zweite Qualifikationsrunde
Die Spiele fanden am 10. Februar 2015 statt.
|               | Ergebnis                |                       |            |            |
| Westregion    | Westregion              | Westregion            | Westregion | Westregion |
| ------------- | ----------------------- | --------------------- | ---------- | ---------- |
| al Qadsia     | 1:0                     | al-Wihdat             |            |            |
| al-Jaish      | 2:1                     | al-Nahda              |            |            |
| al-Sadd SC    | 0:0 n. V. (11:10 i. E.) | Al-Riffa SC           |            |            |
| Ostregion     |                         |                       |            |            |
| Hà Nội T&T    | 4:0                     | Persib Bandung        |            |            |
| Chonburi FC   | 4:1                     | Kitchee SC            |            |            |
| Guangzhou R&F | 3:0                     | Warriors FC           |            |            |
| Bangkok Glass | 3:0                     | Johor Darul Ta’zim FC |            |            |

### Play-offs
Die letzte Qualifikationsrunde wird „Play-off“ genannt. Die Spiele fanden am 17. Februar 2015 statt.
|                        | Ergebnis              |                |            |            |
| Westregion             | Westregion            | Westregion     | Westregion | Westregion |
| ---------------------- | --------------------- | -------------- | ---------- | ---------- |
| al-Ahli                | 2:1 n. V.             | al Qadsia      |            |            |
| Naft Teheran           | 1:0                   | al-Jaish       |            |            |
| Bunyodkor Taschkent    | 2:1                   | al-Jazira Club |            |            |
| al-Wahda               | 4:4 n. V. (4:5 i. E.) | al-Sadd SC     |            |            |
| Ostregion              |                       |                |            |            |
| FC Seoul               | 7:0                   | Hà Nội T&T     |            |            |
| Kashiwa Reysol         | 3:2 n. V.             | Chonburi FC    |            |            |
| Central Coast Mariners | 1:3                   | Guangzhou R&F  |            |            |
| Beijing Guoan          | 3:0                   | Bangkok Glass  |            |            |

## Gruppenphase
An der Gruppenphase nahmen 32 Klubs aus 11 Landesverbänden teil. 24 Mannschaften waren direkt qualifiziert, dazu kamen noch 8 (je vier aus der West- und Ostregion) aus den Qualifikationsrunden. Die Gruppenauslosung fand am 11. Dezember 2014 in der malaysischen Hauptstadt Kuala Lumpur statt. Die Mannschaften wurden in acht Gruppen mit je vier Teilnehmern gelost. Die Teams der Westregion bildeten die Gruppen A bis D, die der Ostregion die Gruppen E bis H. Mannschaften desselben Landesverbandes konnten nicht in die gleiche Gruppe gelost werden.
Die Gruppensieger und -zweiten qualifizierten sich für das Achtelfinale, die Dritt- und Viertplatzierten schieden aus dem Wettbewerb aus. Bei Punktgleichheit zweier oder mehrerer Mannschaften wurde die Platzierung durch folgende Kriterien ermittelt:
1. Anzahl Punkte im direkten Vergleich
2. Tordifferenz im direkten Vergleich
3. Anzahl Tore im direkten Vergleich
4. Anzahl Auswärtstore im direkten Vergleich
5. Wenn nach Anwenden der Kriterien 1 bis 4 zwei oder mehr Mannschaften immer noch den gleichen Tabellenplatz belegen, werden für diese Teams die Kriterien 1–4 erneut angewendet. Sollte dies zu keiner definitiven Platzierung führen, werden die Kriterien 6 bis 10 angewendet.
6. Tordifferenz aus allen Gruppenspielen
7. Anzahl Tore in allen Gruppenspielen
8. Wenn es nur um zwei Mannschaften geht und diese beiden auf dem Platz stehen, kommt es zum Elfmeterschießen zwischen diesen.
9. Niedrigere Anzahl Punkte durch Gelbe und Rote Karten (Gelbe Karte 1 Punkt, Gelb-Rote und Rote Karte 3 Punkte, Gelbe Karte auf die eine direkte Rote Karte folgt 4 Punkte)
10. Höherer Rang des Fußballverbandes in der AFC-Vierjahreswertung

### Gruppe A
| Pl. | Verein              | Sp. | S | U | N | Tore    | Diff. | Punkte |
| --- | ------------------- | --- | - | - | - | ------- | ----- | ------ |
| 1.  | Lekhwiya SC         | 6   | 4 | 1 | 1 | 009:500 | +4    | 13     |
| 2.  | Persepolis Teheran  | 6   | 4 | 0 | 2 | 007:700 | ±0    | 12     |
| 3.  | al-Nassr FC         | 6   | 2 | 2 | 2 | 007:600 | +1    | 08     |
| 4.  | Bunyodkor Taschkent | 6   | 0 | 1 | 5 | 002:700 | −5    | 01     |

| 24. Februar 2015    |     |                                                     |
| Persepolis Teheran  | 3:0 | Lekhwiya SC \| Azadi-Stadion                        |
| al-Nassr FC         | 1:1 | Bunyodkor Taschkent \| König-Fahd-Stadion           |
| 3. März 2015        |     |                                                     |
| Bunyodkor Taschkent | 0:1 | Persepolis Teheran \| Bunyodkor-Stadion             |
| Lekhwiya SC         | 1:1 | al-Nassr FC \| Abdullah-bin-Khalifa-Stadion         |
| 17. März 2015       |     |                                                     |
| Bunyodkor Taschkent | 0:1 | Lekhwiya SC \| Bunyodkor-Stadion                    |
| al-Nassr FC         | 3:0 | Persepolis Teheran \| König-Fahd-Stadion            |
| 8. April 2015       |     |                                                     |
| Persepolis Teheran  | 1:0 | al-Nassr FC \| Azadi-Stadion                        |
| Lekhwiya SC         | 1:0 | Bunyodkor Taschkent \| Abdullah-bin-Khalifa-Stadion |
| 22. April 2015      |     |                                                     |
| Bunyodkor Taschkent | 0:1 | al-Nassr FC \| Bunyodkor-Stadion                    |
| Lekhwiya SC         | 3:0 | Persepolis Teheran \| Abdullah-bin-Khalifa-Stadion  |
| 6. Mai 2015         |     |                                                     |
| Persepolis Teheran  | 2:1 | Bunyodkor Taschkent \| Azadi-Stadion                |
| al-Nassr FC         | 1:3 | Lekhwiya SC \| König-Fahd-Stadion                   |

### Gruppe B
| Pl. | Verein             | Sp. | S | U | N | Tore    | Diff. | Punkte |
| --- | ------------------ | --- | - | - | - | ------- | ----- | ------ |
| 1.  | al Ain Club        | 6   | 3 | 3 | 0 | 007:200 | +5    | 12     |
| 2.  | Naft Teheran       | 6   | 2 | 2 | 2 | 008:800 | ±0    | 08     |
| 3.  | Paxtakor Taschkent | 6   | 1 | 3 | 2 | 006:800 | −2    | 06     |
| 4.  | al-Shabab          | 6   | 1 | 2 | 3 | 005:800 | −3    | 05     |

| 24. Februar 2015   |     |                                                      |
| Paxtakor Taschkent | 2:1 | Naft Teheran \| Paxtakor-Zentral-Stadion             |
| al Ain Club        | 0:0 | al-Shabab \| Hazza-Bin-Zayed-Stadion                 |
| 3. März 2015       |     |                                                      |
| Naft Teheran       | 1:1 | al Ain Club \| Azadi-Stadion                         |
| al-Shabab          | 2:2 | Paxtakor Taschkent \| Prince Faisal bin Fahd Stadium |
| 18. März 2015      |     |                                                      |
| Paxtakor Taschkent | 0:1 | al Ain Club \| Paxtakor-Zentral-Stadion              |
| Naft Teheran       | 2:1 | al-Shabab \| Azadi-Stadion                           |
| 7. April 2015      |     |                                                      |
| al Ain Club        | 1:1 | Paxtakor Taschkent \| Hazza-Bin-Zayed-Stadion        |
| al-Shabab          | 0:3 | Naft Teheran \| Prince Faisal bin Fahd Stadium       |
| 22. April 2015     |     |                                                      |
| Naft Teheran       | 1:1 | Paxtakor Taschkent \| Azadi-Stadion                  |
| al-Shabab          | 0:1 | al Ain Club \| Prince Faisal bin Fahd Stadium        |
| 6. Mai 2015        |     |                                                      |
| Paxtakor Taschkent | 0:2 | al-Shabab \| Paxtakor-Zentral-Stadion                |
| al Ain Club        | 3:0 | Naft Teheran \| Hazza-Bin-Zayed-Stadion              |

### Gruppe C
| Pl. | Verein              | Sp. | S | U | N | Tore    | Diff. | Punkte |
| --- | ------------------- | --- | - | - | - | ------- | ----- | ------ |
| 1.  | al-Hilal            | 6   | 4 | 1 | 1 | 009:400 | +5    | 13     |
| 2.  | al-Sadd SC          | 6   | 3 | 1 | 2 | 009:900 | ±0    | 10     |
| 3.  | Foolad FC           | 6   | 1 | 3 | 2 | 002:400 | −2    | 06     |
| 4.  | Lokomotiv Taschkent | 6   | 1 | 1 | 4 | 010:130 | −3    | 04     |

| 25. Februar 2015    |     |                                                 |
| Foolad FC           | 0:0 | al-Sadd SC \| Ghadir-Stadion                    |
| al-Hilal            | 3:1 | Lokomotiv Taschkent \| König-Fahd-Stadion       |
| 4. März 2015        |     |                                                 |
| Lokomotiv Taschkent | 1:1 | Foolad FC \| Lokomotiv-Stadion                  |
| al-Sadd SC          | 1:0 | al-Hilal \| Jassim-Bin-Hamad-Stadion            |
| 17. März 2015       |     |                                                 |
| Foolad FC           | 0:0 | al-Hilal \| Ghadir-Stadion                      |
| al-Sadd SC          | 6:2 | Lokomotiv Taschkent \| Jassim-Bin-Hamad-Stadion |
| 8. April 2015       |     |                                                 |
| Lokomotiv Taschkent | 5:0 | al-Sadd SC \| Lokomotiv-Stadion                 |
| al-Hilal            | 2:0 | Foolad FC \| König-Fahd-Stadion                 |
| 21. April 2015      |     |                                                 |
| Lokomotiv Taschkent | 1:2 | al-Hilal \| Lokomotiv-Stadion                   |
| al-Sadd SC          | 1:0 | Foolad FC \| Jassim-Bin-Hamad-Stadion           |
| 5. Mai 2015         |     |                                                 |
| Foolad FC           | 1:0 | Lokomotiv Taschkent \| Ghadir-Stadion           |
| al-Hilal            | 2:1 | al-Sadd SC \| König-Fahd-Stadion                |

### Gruppe D
| Pl. | Verein              | Sp. | S | U | N | Tore    | Diff. | Punkte |
| --- | ------------------- | --- | - | - | - | ------- | ----- | ------ |
| 1.  | al-Ahli             | 6   | 3 | 3 | 0 | 011:700 | +4    | 12     |
| 2.  | al-Ahli Dubai       | 6   | 2 | 2 | 2 | 008:800 | ±0    | 08     |
| 3.  | Nasaf Karschi       | 6   | 2 | 2 | 2 | 005:500 | ±0    | 08     |
| 4.  | Tractor Sazi Täbris | 6   | 1 | 1 | 4 | 007:110 | −4    | 04     |

| 25. Februar 2015    |     |                                                          |
| Nasaf Karschi       | 2:1 | Tractor Sazi Täbris \| Zentralstadion Qarshi             |
| al-Ahli Dubai       | 3:3 | al-Ahli \| al-Rashid Stadium                             |
| 4. März 2015        |     |                                                          |
| Tractor Sazi Täbris | 1:0 | al-Ahli Dubai \| Yadegar-e-Emam-Stadion                  |
| al-Ahli             | 2:1 | Nasaf Karschi \| King Abdullah Sports City Stadium       |
| 18. März 2015       |     |                                                          |
| al-Ahli Dubai       | 0:0 | Nasaf Karschi \| al-Rashid Stadium                       |
| al-Ahli             | 2:0 | Tractor Sazi Täbris \| King Abdullah Sports City Stadium |
| 7. April 2015       |     |                                                          |
| Tractor Sazi Täbris | 2:2 | al-Ahli \| Yadegar-e-Emam-Stadion                        |
| Nasaf Karschi       | 0:1 | al-Ahli Dubai \| Zentralstadion Qarshi                   |
| 21. April 2015      |     |                                                          |
| Tractor Sazi Täbris | 1:2 | Nasaf Karschi \| Yadegar-e-Emam-Stadion                  |
| al-Ahli             | 2:1 | al-Ahli Dubai \| King Abdullah Sports City Stadium       |
| 5. Mai 2015         |     |                                                          |
| Nasaf Karschi       | 0:0 | al-Ahli \| Zentralstadion Qarshi                         |
| al-Ahli Dubai       | 3:2 | Tractor Sazi Täbris \| al-Rashid Stadium                 |

### Gruppe E
| Pl. | Verein                  | Sp. | S | U | N | Tore    | Diff. | Punkte |
| --- | ----------------------- | --- | - | - | - | ------- | ----- | ------ |
| 1.  | Kashiwa Reysol          | 6   | 3 | 2 | 1 | 014:900 | +5    | 11     |
| 2.  | Jeonbuk Hyundai Motors  | 6   | 3 | 2 | 1 | 014:600 | +8    | 11     |
| 3.  | Shandong Luneng Taishan | 6   | 2 | 1 | 3 | 013:170 | −4    | 07     |
| 4.  | Becamex Bình Dương      | 6   | 1 | 1 | 4 | 006:150 | −9    | 04     |

| 24. Februar 2015        |     |                                                               |
| Jeonbuk Hyundai Motors  | 0:0 | Kashiwa Reysol \| Jeonju-World-Cup-Stadion                    |
| Becamex Bình Dương      | 2:3 | Shandong Luneng Taishan \| Gò-Đậu-Stadion                     |
| 3. März 2015            |     |                                                               |
| Shandong Luneng Taishan | 1:4 | Jeonbuk Hyundai Motors \| Jinan Olympic Sports Center Stadium |
| Kashiwa Reysol          | 5:1 | Becamex Bình Dương \| Kashiwa Soccer Stadium                  |
| 17. März 2015           |     |                                                               |
| Kashiwa Reysol          | 2:1 | Shandong Luneng Taishan \| Kashiwa Soccer Stadion             |
| Jeonbuk Hyundai Motors  | 3:0 | Becamex Bình Dương \| Jeonju-World-Cup-Stadion                |
| 8. April 2015           |     |                                                               |
| Shandong Luneng Taishan | 4:4 | Kashiwa Reysol \| Jinan Olympic Sports Center Stadium         |
| Becamex Bình Dương      | 1:1 | Jeonbuk Hyundai Motors \| Gò-Đậu-Stadion                      |
| 22. April 2015          |     |                                                               |
| Kashiwa Reysol          | 3:2 | Jeonbuk Hyundai Motors \| Kashiwa Soccer Stadion              |
| Shandong Luneng Taishan | 3:1 | Becamex Bình Dương \| Jinan Olympic Sports Center Stadium     |
| 6. Mai 2015             |     |                                                               |
| Jeonbuk Hyundai Motors  | 4:1 | Shandong Luneng Taishan \| Jeonju-World-Cup-Stadion           |
| Becamex Bình Dương      | 1:0 | Kashiwa Reysol \| Gò-Đậu-Stadion                              |

### Gruppe F
| Pl. | Verein         | Sp. | S | U | N | Tore    | Diff. | Punkte |
| --- | -------------- | --- | - | - | - | ------- | ----- | ------ |
| 1.  | Gamba Osaka    | 6   | 3 | 1 | 2 | 010:700 | +3    | 10     |
| 2.  | Seongnam FC    | 6   | 3 | 1 | 2 | 007:500 | +2    | 10     |
| 3.  | Buriram United | 6   | 3 | 1 | 2 | 012:700 | +5    | 10     |
| 4.  | Guangzhou R&F  | 6   | 1 | 1 | 4 | 003:130 | −10   | 04     |

| 24. Februar 2015 |     |                                          |
| Gamba Osaka      | 0:2 | Guangzhou R&F \| Osaka Expo ’70 Stadion  |
| Buriram United   | 2:1 | Seongnam FC \| Buriram Stadium           |
| 3. März 2015     |     |                                          |
| Seongnam FC      | 2:0 | Gamba Osaka \| Tancheon-Stadion          |
| Guangzhou R&F    | 1:2 | Buriram United \| Yuexiushan Stadium     |
| 17. März 2015    |     |                                          |
| Guangzhou R&F    | 0:1 | Seongnam FC \| Yuexiushan Stadium        |
| 18. März 2015    |     |                                          |
| Gamba Osaka      | 1:1 | Buriram United \| Osaka Expo ’70 Stadion |
| 7. April 2015    |     |                                          |
| Seongnam FC      | 0:0 | Guangzhou R&F \| Tancheon-Stadion        |
| Buriram United   | 1:2 | Gamba Osaka \| Buriram Stadium           |
| 22. April 2015   |     |                                          |
| Seongnam FC      | 2:1 | Buriram United \| Tancheon-Stadion       |
| Guangzhou R&F    | 0:5 | Gamba Osaka \| Yuexiushan Stadium        |
| 6. Mai 2015      |     |                                          |
| Gamba Osaka      | 2:1 | Seongnam FC \| Osaka Expo ’70 Stadion    |
| Buriram United   | 5:0 | Guangzhou R&F \| Buriram Stadium         |

### Gruppe G
| Pl. | Verein                  | Sp. | S | U | N | Tore    | Diff. | Punkte |
| --- | ----------------------- | --- | - | - | - | ------- | ----- | ------ |
| 1.  | Beijing Guoan           | 6   | 3 | 2 | 1 | 006:300 | +3    | 11     |
| 2.  | Suwon Samsung Bluewings | 6   | 3 | 2 | 1 | 011:800 | +3    | 11     |
| 3.  | Brisbane Roar           | 6   | 2 | 1 | 3 | 007:900 | −2    | 07     |
| 4.  | Urawa Red Diamonds      | 6   | 1 | 1 | 4 | 005:900 | −4    | 04     |

| 25. Februar 2015        |     |                                                 |
| Brisbane Roar           | 0:1 | Beijing Guoan \| Robina Stadium                 |
| Suwon Samsung Bluewings | 2:1 | Urawa Red Diamonds \| Suwon-World-Cup-Stadion   |
| 4. März 2015            |     |                                                 |
| Urawa Red Diamonds      | 0:1 | Brisbane Roar \| Saitama Stadium 2002           |
| Beijing Guoan           | 1:0 | Suwon Samsung Bluewings \| Arbeiterstadion      |
| 17. März 2015           |     |                                                 |
| Beijing Guoan           | 2:0 | Urawa Red Diamonds \| Arbeiterstadion           |
| 18. März 2015           |     |                                                 |
| Brisbane Roar           | 3:3 | Suwon Samsung Bluewings \| Robina Stadium       |
| 8. April 2015           |     |                                                 |
| Urawa Red Diamonds      | 1:1 | Beijing Guoan \| Saitama Stadium 2002           |
| Suwon Samsung Bluewings | 3:1 | Brisbane Roar \| Suwon-World-Cup-Stadion        |
| 21. April 2015          |     |                                                 |
| Urawa Red Diamonds      | 1:2 | Suwon Samsung Bluewings \| Saitama Stadium 2002 |
| Beijing Guoan           | 0:1 | Brisbane Roar \| Arbeiterstadion                |
| 5. Mai 2015             |     |                                                 |
| Suwon Samsung Bluewings | 1:1 | Beijing Guoan \| Suwon-World-Cup-Stadion        |
| Brisbane Roar           | 1:2 | Urawa Red Diamonds \| Robina Stadium            |

### Gruppe H
| Pl. | Verein                   | Sp. | S | U | N | Tore    | Diff. | Punkte |
| --- | ------------------------ | --- | - | - | - | ------- | ----- | ------ |
| 1.  | Guangzhou Evergrande     | 6   | 3 | 1 | 2 | 009:900 | ±0    | 10     |
| 2.  | FC Seoul                 | 6   | 2 | 3 | 1 | 005:400 | +1    | 09     |
| 3.  | Western Sydney Wanderers | 6   | 2 | 2 | 2 | 009:700 | +2    | 08     |
| 4.  | Kashima Antlers          | 6   | 2 | 0 | 4 | 010:130 | −3    | 06     |

| 25. Februar 2015         |     |                                                     |
| Kashima Antlers          | 1:3 | Western Sydney Wanderers \| Kashima Soccer Stadium  |
| Guangzhou Evergrande     | 1:0 | FC Seoul \| Tianhe-Stadion                          |
| 4. März 2015             |     |                                                     |
| Western Sydney Wanderers | 2:3 | Guangzhou Evergrande \| Parramatta Stadium          |
| FC Seoul                 | 1:0 | Kashima Antlers \| Seoul-World-Cup-Stadion          |
| 18. März 2015            |     |                                                     |
| FC Seoul                 | 0:0 | Western Sydney Wanderers \| Seoul-World-Cup-Stadion |
| Guangzhou Evergrande     | 4:3 | Kashima Antlers \| Tianhe-Stadion                   |
| 7. April 2015            |     |                                                     |
| Western Sydney Wanderers | 1:1 | FC Seoul \| Parramatta Stadium                      |
| Kashima Antlers          | 2:1 | Guangzhou Evergrande \| Kashima Soccer Stadium      |
| 21. April 2015           |     |                                                     |
| Western Sydney Wanderers | 1:2 | Kashima Antlers \| Parramatta Stadium               |
| FC Seoul                 | 0:0 | Guangzhou Evergrande \| Seoul-World-Cup-Stadion     |
| 5. Mai 2015              |     |                                                     |
| Kashima Antlers          | 2:3 | FC Seoul \| Kashima Soccer Stadium                  |
| Guangzhou Evergrande     | 0:2 | Western Sydney Wanderers \| Tianhe-Stadion          |

## Finalrunde
Die bereits seit den Qualifikationsrunden bestehende Aufteilung in die West- und Ostregion wurde in der Finalrunde bis zum Finale fortgeführt.

### Achtelfinale
Die Spielpaarungen für das Achtelfinale wurden schon bei der Auslosung der Gruppenphase im Dezember 2014 blind festgelegt. So konnte es dazu kommen, dass Mannschaften desselben Landesverbandes gegeneinander spielen mussten. Es traf je ein Gruppenzweiter auf einen Gruppensieger einer anderen Gruppe, wobei die Gruppensieger das Hinspiel zunächst auswärts bestritten. Die Hinspiele fanden am 19. und 20. Mai 2015 statt, die Rückspiele am 26. und 27. Mai 2015.
|                         | Gesamt     |                      | Hinspiel   | Rückspiel  |
| Westregion              | Westregion | Westregion           | Westregion | Westregion |
| ----------------------- | ---------- | -------------------- | ---------- | ---------- |
| al-Sadd SC              | 3:4        | Lekhwiya SC          | 1:2        | 2:2        |
| Persepolis Teheran      | 1:3        | al-Hilal             | 1:0        | 0:3        |
| al-Ahli Dubai           | (a)3:3(a)  | al Ain Club          | 0:0        | 3:3        |
| Naft Teheran            | (a)2:2(a)  | al-Ahli              | 1:0        | 1:2        |
| Ostregion               |            |                      |            |            |
| Suwon Samsung Bluewings | (a)4:4(a)  | Kashiwa Reysol       | 2:3        | 2:1        |
| Jeonbuk Hyundai Motors  | 2:1        | Beijing Guoan        | 1:1        | 1:0        |
| FC Seoul                | 3:6        | Gamba Osaka          | 1:3        | 2:3        |
| Seongnam FC             | 2:3        | Guangzhou Evergrande | 2:1        | 0:2        |

### Viertelfinale
Die Spielpaarungen für das Viertelfinale wurden am 18. Juni 2015 ausgelost. Es gab keine gesetzten Mannschaften und Teams desselben Landesverbandes konnten einander zugelost werden. Die Hinspiele fanden am 25. und 26. August 2015 statt, die Rückspiele am 15. und 16. September 2015.
|                        | Gesamt     |                      | Hinspiel   | Rückspiel  |
| Westregion             | Westregion | Westregion           | Westregion | Westregion |
| ---------------------- | ---------- | -------------------- | ---------- | ---------- |
| al-Hilal               | 6:3        | Lekhwiya SC          | 4:1        | 2:2        |
| Naft Teheran           | 1:3        | al-Ahli Dubai        | 0:1        | 1:2        |
| Ostregion              |            |                      |            |            |
| Kashiwa Reysol         | 2:4        | Guangzhou Evergrande | 1:3        | 1:1        |
| Jeonbuk Hyundai Motors | 2:3        | Gamba Osaka          | 0:0        | 2:3        |

### Halbfinale
Die Reihenfolge der Spiele wurde nach der Auslosung des Viertelfinales festgelegt. Die Hinspiele fanden am 29. und 30. September 2015 statt, die Rückspiele am 20. und 21. Oktober 2015.
|                      | Gesamt     |               | Hinspiel   | Rückspiel  |
| Westregion           | Westregion | Westregion    | Westregion | Westregion |
| -------------------- | ---------- | ------------- | ---------- | ---------- |
| al-Hilal             | 3:4        | al-Ahli Dubai | 1:1        | 2:3        |
| Ostregion            |            |               |            |            |
| Guangzhou Evergrande | 2:1        | Gamba Osaka   | 2:1        | 0:0        |

### Finale

#### Hinspiel
| al-Ahli Dubai                                 | al-Ahli Dubai | Guangzhou Evergrande | Guangzhou Evergrande |
| --------------------------------------------- | --- | --- | -------------------- |
| al-Ahli Dubai                                 | \| 7. November 2015 in Dubai (al-Rashid Stadium) \| \| Ergebnis: 0:0 \| \| Zuschauer: 9.480 \| \| Schiedsrichter: Kim Jong-hyeok ( Südkorea) \| | \| 7. November 2015 in Dubai (al-Rashid Stadium) \| \| Ergebnis: 0:0 \| \| Zuschauer: 9.480 \| \| Schiedsrichter: Kim Jong-hyeok ( Südkorea) \|                                                                                         | Guangzhou Evergrande |
| al-Ahli Dubai                                 | Ahmed Mahmoud – Abdulaziz Haikal, Salmin Khamis, Kwon Kyung-won, Abdelaziz Sanqour (72. Walid Abbas) – Éverton Ribeiro (90. Oussama Assaidi), Majed Hassan, Habib Fardan – Ahmed Khalil (88. Humaid Abdulla Abbas), Lima, Ismail al-Hammadi Cheftrainer: Cosmin Olăroiu ( Rumänien) | Zeng Cheng – Zhang Linpeng, Mei Fang, Feng Xiaoting, Li Xuepeng (70. Zou Zheng) – Paulinho, Zheng Zhi , Huang Bowen, Ricardo Goulart (59. Yu Hanchao), Zheng Long (46. Gao Lin) – Elkeson Cheftrainer: Luiz Felipe Scolari ( Brasilien) | Guangzhou Evergrande |
| al-Ahli Dubai                                 | Kwon Kyung-won (90.+3) | Elkeson (36.), Mei Fang (80.) | Guangzhou Evergrande |
| al-Ahli Dubai                                 | Haikal (84.) | | Guangzhou Evergrande |
| al-Ahli Dubai                                 | Spieler des Spiels: Zheng Zhi | | Guangzhou Evergrande |
| 7. November 2015 in Dubai (al-Rashid Stadium) | | |                      |
| Ergebnis: 0:0                                 | | |                      |
| Zuschauer: 9.480                              | | |                      |
| Schiedsrichter: Kim Jong-hyeok ( Südkorea)    | | |                      |

#### Rückspiel
| Guangzhou Evergrande                            | Guangzhou Evergrande | al-Ahli Dubai | al-Ahli Dubai |
| ----------------------------------------------- | --- | --- | ------------- |
| Guangzhou Evergrande                            | \| 21. November 2015 in Guangzhou (Tianhe-Stadion) \| \| Ergebnis: 1:0 (0:0) \| \| Zuschauer: 42.499 \| \| Schiedsrichter: Ravshan Ermatov ( Usbekistan) \|                                                                                  | \| 21. November 2015 in Guangzhou (Tianhe-Stadion) \| \| Ergebnis: 1:0 (0:0) \| \| Zuschauer: 42.499 \| \| Schiedsrichter: Ravshan Ermatov ( Usbekistan) \| | al-Ahli Dubai |
| Guangzhou Evergrande                            | Zeng Cheng (38. Li Shuai) – Zhang Linpeng, Feng Xiaoting, Kim Young-gwon, Zou Zheng – Zheng Zhi , Paulinho – Ricardo Goulart (90.+1 Gao Lin), Huang Bowen, Zheng Long (87. Liu Jian) – Elkeson Cheftrainer: Luiz Felipe Scolari ( Brasilien) | Ahmed Mahmoud – Abdelaziz Sanqour, Salmin Khamis, Kwon Kyung-won, Walid Abbas – Éverton Ribeiro, Majed Hassan (90.+3 Mohamed Sebil), Habib Fardan (65. Humaid Abdulla Abbas) – Lima, Ahmed Khalil (63. Oussama Assaidi), Ismail al-Hammadi Cheftrainer: Cosmin Olăroiu ( Rumänien) | al-Ahli Dubai |
| Guangzhou Evergrande                            | 1:0 Elkeson (54.) | | al-Ahli Dubai |
| Guangzhou Evergrande                            | Zou Zheng (72.), Huang Bowen (76.) | Majed Hassan (11.) | al-Ahli Dubai |
| Guangzhou Evergrande                            | Salmin Khamis (67.) | | al-Ahli Dubai |
| 21. November 2015 in Guangzhou (Tianhe-Stadion) | | |               |
| Ergebnis: 1:0 (0:0)                             | | |               |
| Zuschauer: 42.499                               | | |               |
| Schiedsrichter: Ravshan Ermatov ( Usbekistan)   | | |               |

## Torschützenliste
Nachfolgend sind die besten Torschützen der Champions-League-Saison (ohne Qualifikation) aufgeführt. Bei gleicher Anzahl an Toren sind die Spieler alphabetisch sortiert.
| Rang                   | Spieler         | Mannschaft              | Tore |
| ---------------------- | --------------- | ----------------------- | ---- |
| 01                     | Ricardo Goulart | Guangzhou Evergrande    | 8    |
| 02                     | Ahmed Khalil    | al-Ahli Dubai           | 6    |
|                        | Yang Xu         | Shandong Luneng Taishan | 6    |
| 04                     | Omar al-Somah   | al-Ahli                 | 5    |
|                        | Asamoah Gyan    | al Ain Club             | 5    |
|                        | Youssef Msakni  | Lekhwiya SC             | 5    |
| 07                     | Diogo           | Buriram United          | 4    |
|                        | Carlos Eduardo  | al-Hilal                | 4    |
|                        | Masato Kudō     | Kashiwa Reysol          | 4    |
|                        | Lee Dong-gook   | Jeonbuk Hyundai Motors  | 4    |
|                        | Lima            | al-Ahli Dubai           | 4    |
|                        | Patric          | Gamba Osaka             | 4    |
|                        | Éverton Ribeiro | al-Ahli Dubai           | 4    |
|                        | Takashi Usami   | Gamba Osaka             | 4    |
| Stand: Ende der Saison |                 |                         |      |

## Eingesetzte Spieler von Guangzhou Evergrande
| Guangzhou Evergrande | - Tor: Zeng Cheng (11/-); Li Shuai (5/-) - Abwehr: Feng Xiaoting (13/-); Kim Young-gwon (11/-); Zhang Linpeng (10/-); Mei Fang (9/-); Zou Zheng (9/-); Li Xuepeng (8/-); Liu Jian (8/-); Rong Hao (4/-) - Mittelfeld: Huang Bowen (13/3); Zheng Zhi (13/1); Yu Hanchao (12/-); Zheng Long (10/-); Zhao Xuri (8/1); Paulinho (6/1); Zhang Jiaqi (5/-); Liao Lisheng (1/-); Wang Junhui (1/-) - Sturm: Ricardo Goulart (14/8); Elkeson (11/3); Gao Lin (11/1); Dong Xuesheng (1/-); Alan (1/-) - Trainer: Fabio Cannavaro (Gruppenphase bis Achtelfinale); Luiz Felipe Scolari (Viertelfinale bis Finale) |

## Schiedsrichter
Die 126 Spiele wurden von 38 verschiedenen Schiedsrichtern aus 17 Ländern geleitet. Jeweils fünf Schiedsrichter stammten aus Australien und Japan, je vier aus Katar und Südkorea, drei aus Usbekistan sowie je zwei aus China, dem Iran, Malaysia, dem Oman und den Vereinigten Arabischen Emiraten.
Für das Finale waren der Südkoreaner Kim Jong-hyeok (Hinspiel) und der Usbeke Ravshan Ermatov (Rückspiel) verantwortlich.
| Schiedsrichter                    | Land               | Geboren       | Spiele |     |    |    |
| --------------------------------- | ------------------ | ------------- | ------ | --- | -- | -- |
| Abdullah Balideh                  | Katar              | 4. Feb. 1970  | 003    | 010 | 01 | 01 |
| Chris Beath                       | Australien         | 17. Nov. 1984 | 002    | 004 | 0  | 0  |
| Strebre Delovski                  | Australien         | 13. Okt. 1975 | 001    | 002 | 0  | 0  |
| Ravshan Ermatov                   | Usbekistan         | 9. Aug. 1977  | 006    | 025 | 01 | 01 |
| Alireza Faghani                   | Iran               | 21. Mär. 1978 | 006    | 024 | 0  | 0  |
| Jarred Gillett                    | Australien         | 1. Nov. 1986  | 002    | 007 | 0  | 0  |
| Peter Green                       | Australien         | 29. Mai 1978  | 002    | 005 | 0  | 0  |
| Abdullah al-Hilali                | Oman               | 2. Sep. 1970  | 003    | 007 | 0  | 0  |
| Jumpei Iida                       | Japan              | 14. Aug. 1981 | 001    | 001 | 0  | 0  |
| Abdulrahman al-Jassim             | Katar              | 14. Okt. 1987 | 002    | 009 | 0  | 0  |
| Ammar al-Jeneibi                  | Ver. Arab. Emirate | 10. Mai 1982  | 006    | 017 | 0  | 0  |
| Ahmed al-Kaf                      | Oman               | 6. Mär. 1983  | 005    | 012 | 0  | 01 |
| Kim Dong-jin                      | Südkorea           | 9. Juni 1973  | 005    | 025 | 0  | 0  |
| Kim Jong-hyeok                    | Südkorea           | 31. Mär. 1983 | 006    | 027 | 0  | 03 |
| Kim Sang-woo                      | Südkorea           | 4. Aug. 1975  | 002    | 009 | 01 | 0  |
| Ko Hyung-jin                      | Südkorea           | 20. Juni 1982 | 003    | 017 | 0  | 0  |
| Valentin Kovalenko                | Usbekistan         | 9. Aug. 1975  | 005    | 023 | 01 | 0  |
| Liu Kwok Man                      | Hongkong           | 1. Juli 1978  | 001    | 005 | 01 | 0  |
| Ma Ning                           | China              | 14. Juni 1979 | 002    | 011 | 0  | 0  |
| Adham Makhadmeh                   | Jordanien          | 13. Feb. 1987 | 001    | 006 | 01 | 0  |
| Fahad al-Marri                    | Katar              | 1. Jan. 1986  | 003    | 013 | 01 | 0  |
| Khamis al-Marri                   | Katar              | 6. Juli 1984  | 001    | 003 | 0  | 0  |
| Fahad al-Mirdasi                  | Saudi-Arabien      | 16. Aug. 1985 | 005    | 015 | 0  | 0  |
| Mohammed Abdullah Hassan Mohammed | Ver. Arab. Emirate | 2. Dez. 1978  | 006    | 017 | 01 | 01 |
| Nagor Noor                        | Malaysia           | 2. Mai 1983   | 003    | 011 | 01 | 0  |
| Hettikamkanamge Perera            | Sri Lanka          | 19. Sep. 1978 | 004    | 016 | 01 | 0  |
| Mohanad Qasim Sarray              | Irak               | 22. Mai 1980  | 005    | 023 | 01 | 0  |
| Ryūji Satō                        | Japan              | 16. Apr. 1977 | 004    | 022 | 0  | 01 |
| Nawaf Shukralla                   | Bahrain            | 13. Okt. 1976 | 006    | 021 | 0  | 0  |
| Tan Hai                           | China              | 27. Nov. 1970 | 001    | 004 | 0  | 0  |
| Ilgiz Tantashev                   | Usbekistan         | 5. Apr. 1984  | 001    | 001 | 0  | 01 |
| Muhammad Taqi                     | Singapur           | 25. Okt. 1986 | 002    | 006 | 0  | 0  |
| Minoru Tōjō                       | Japan              | 30. Aug. 1976 | 003    | 013 | 0  | 01 |
| Masaaki Tōma                      | Japan              | 2. Juni 1973  | 004    | 013 | 01 | 02 |
| Mohsen Torky                      | Iran               | 11. Juli 1973 | 002    | 007 | 0  | 01 |
| Ben Williams                      | Australien         | 14. Apr. 1977 | 004    | 014 | 0  | 0  |
| Mohd Amirul Izwan Yaacob          | Malaysia           | 25. Apr. 1986 | 006    | 025 | 0  | 0  |
| Yūdai Yamamoto                    | Japan              | 4. Mär. 1983  | 002    | 003 | 0  | 0  |
| Gesamt                            | Gesamt             | Gesamt        | 126    | 473 | 12 | 13 |